# ナショナル・モール
ナショナル・モール（National Mall）は、アメリカ合衆国首都である、ワシントンD.C.の中心部に位置する国立公園である。時にモール地区などとも呼ばれる。複数のスミソニアン博物館群と、国有の美術館や記念館に沿って庭園と緑地が広がる場所であり、観光地として知られている。ナショナル・モール一帯は、ワシントン記念塔からアメリカ合衆国議会議事堂まで特にまっすぐに東へ伸びているが、ナショナル・モールの区域は、公式にはウエスト・ポトマック公園と西よりの憲法庭園 (Constitution Gardens) の一部も含まれる他、多くはリンカーン記念堂とアメリカ合衆国議会議事堂の間を中心からやや西にずれるようにして分断するワシントン記念塔まで含んだ範囲全体を指す場合が通例である。
ナショナル・モールの構想は当初、フランス人のエンジニアであったピエール・シャルル・ランファンが、1791年にワシントンD.C.の都市創設を計画する際に考え出されたもの。しかし彼の構想は、20世紀初頭にマクミラン委員会が都市美運動（City Beautiful Movement）に啓発され都市改造計画を提案するまで実現しなかった。モール創設の他、マクミラン委員会は、主要鉄道駅をモールの敷地から移動させ、現在のユニオン駅へと移転させた。

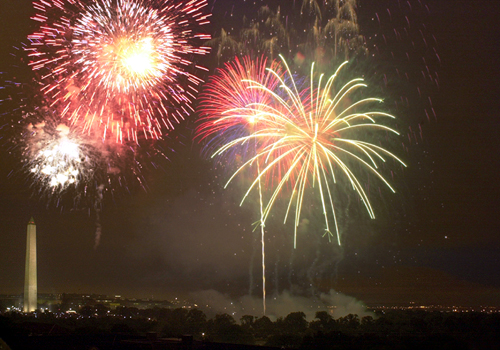
独立記念日の花火。写真はマーティン・ビルディング（連邦保護区）から撮影されたもの。

現在、モールは観光において最も人気のある観光地の一つとなっている。また、大規模な集会や行進を含む多くの抗議やデモが頻繁に行われる場所でもあり、1963年のワシントン大行進や、1995年のミリオン・マン・マーチ等が有名である。毎年7月4日の独立記念日には、議事堂主催の記念式典が催され、花火が打ち上げられる。

## 寸法
- 議会議事堂からリンカーン記念堂まで約3キロメートル（1.9マイル）
- 議会議事堂からワシントン記念塔まで約1.8キロメートル（1.1マイル）
- グラント記念像からリンカーン記念堂までの面積：約125ヘクタール（309.17エーカー）[1]

## ナショナル・モールの観光名所

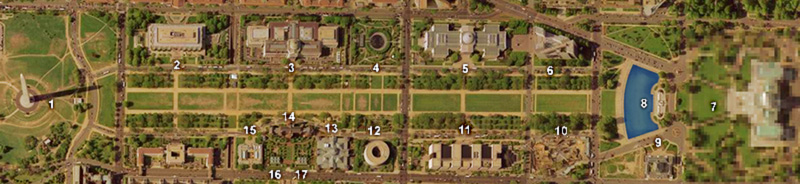
USGSによる衛星画像。安全保障上の理由により、右の議会議事堂と周囲の敷地は事前に画像処理されている。

ナショナル・モールには以下の博物館・美術館等が建てられている。
1. ワシントン記念塔
2. 国立アメリカ歴史博物館
3. 国立自然史博物館
4. ナショナル・ギャラリー 彫刻の庭
5. ナショナル・ギャラリー 西棟
6. ナショナル・ギャラリー 東棟
7. アメリカ合衆国議会議事堂
8. ユリシーズ・S・グラント・メモリアル
9. アメリカ植物庭園
10. 国立アメリカ・インディアン博物館（上の画像は建設中のもの。）
11. 国立航空宇宙博物館
12. ハーシュホーン博物館と彫刻の庭
13. 芸術産業館
14. スミソニアン協会本部（キャッスル）
15. フリーア美術館
16. アーサー・M・サックラー・ギャラリー
17. 国立アフリカ美術館

一般に知られているように、ナショナル・モールはワシントン記念塔以西の以下の建築物も含まれている。
- リンカーン記念堂とリフレクティング・プール
- 第二次世界大戦記念碑
- 朝鮮戦争戦没者慰霊碑
- ベトナム戦争戦没者慰霊碑

尚、マーティン・ルーサー・キング記念碑が2011年に完成。場所はジェファーソン記念館やリンカーン記念館堂からも見える、満潮船渠（タイダル・ベイスン）に接する4エーカー程の土地に位置する。

## その他近郊の名所

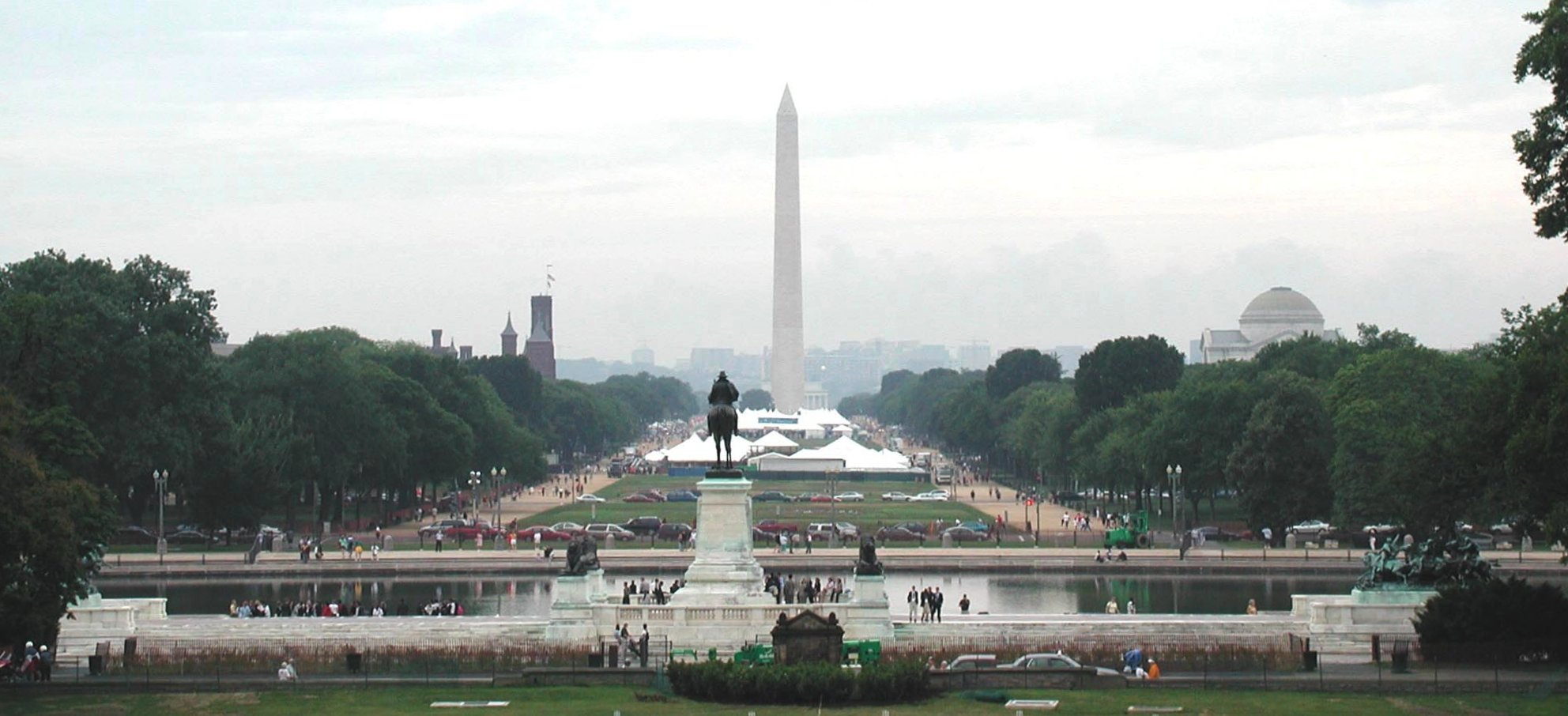
写真は議会議事堂を背に、モールを西へ向かって撮影されたもの。中心奥に見えるのがワシントン記念塔、木々から突き出して見える右側の緑色のドーム型の屋根は、国立自然史博物館である。

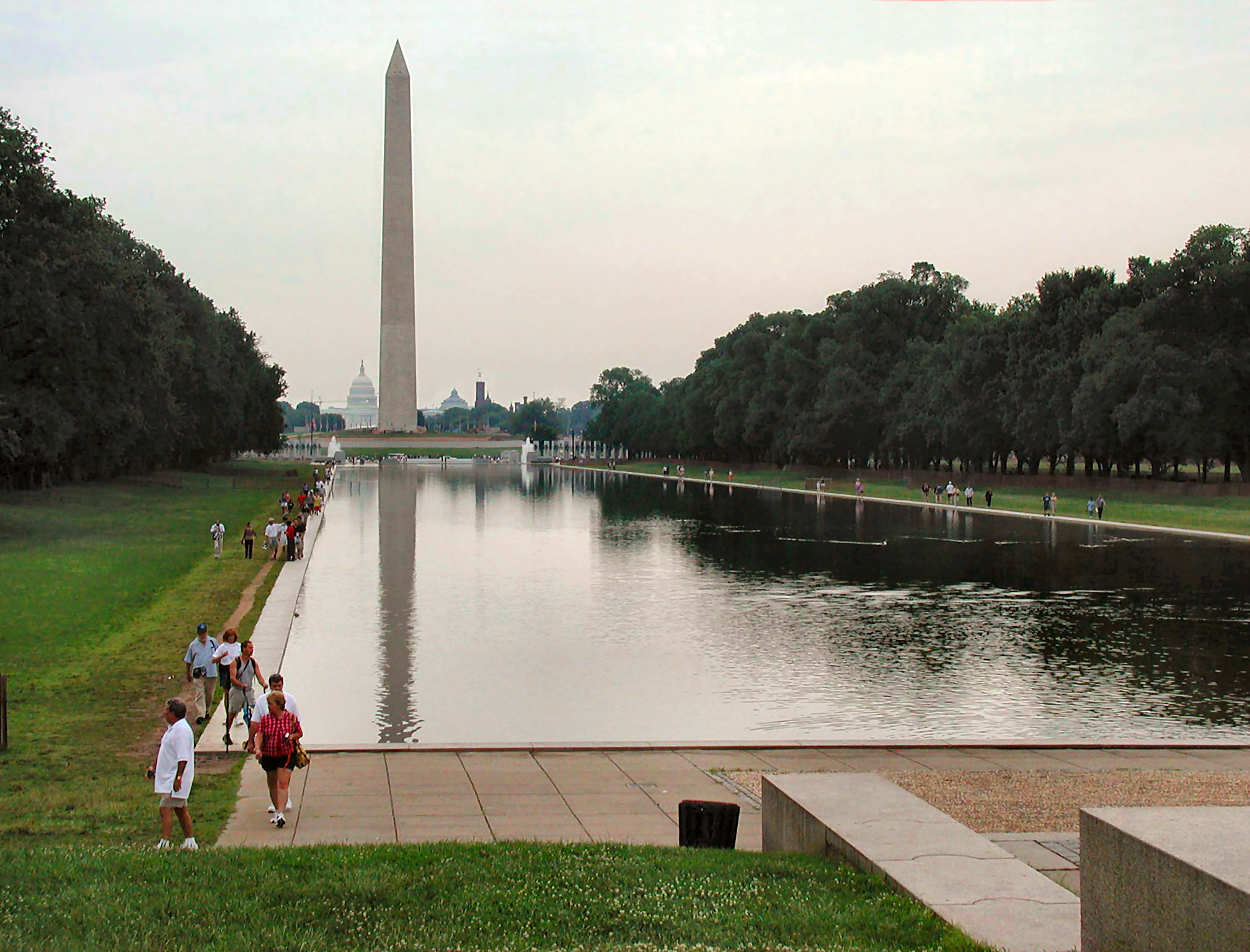
リンカーン記念館を背に撮影したモールの写真。リフレクティング・プール、第二次世界大戦記念碑、ワシントン記念塔と議会議事堂が見える。

ナショナル・モールから歩いて行ける距離で観光できる建造物には以下のようなものがある。
- 東側、議会議事堂の背後に位置
  - アメリカ議会図書館
  - アメリカ合衆国最高裁判所
- 北側
  - ホワイトハウス（ジェファーソン記念館から北へ一直線上に位置）
  - アメリカ国立公文書記録管理局
  - 旧郵政省
  - 国立劇場 (ワシントンD.C.)（英語版）
  - フォード劇場
- 北東側
  - 国立郵便博物館
  - ユニオン駅
  - 国立州兵博物館
- 南側
  - ジェファーソン記念館（ホワイトハウスから南へ一直線上に位置）
  - フランクリン・Ｄ・ルーズベルト記念公園
  - ジョージ・メーソン記念公園
  - ホロコースト記念博物館
  - アメリカ合衆国造幣局

他のワシントンの観光地ともあいまって、ナショナル・モールはアメリカ合衆国で最も人気の高い目的地の一つとして知られる。
交通の便は、ワシントンメトロのスミソニアン駅が最寄駅であり、またリンカーン記念館から真っ直ぐ南へ行ったところにある駐車場も利用できる。

## モールでの抗議活動や集会
モールは首都の中核を担う最も広々とした公共の場所である事から、様々な形態の抗議活動や集会を行う格好の場所にもなっている。有名な例としては、マーティン・ルーサー・キングの「I Have a Dream」の演説でも有名であり、人々のアフリカ系アメリカ人の人権を目的とした1963年のワシントン大行進がある。
公式に記録されている史上最も大規模な集会は、1969年10月15日に起こった、ベトナム戦争の一時停止を申し立てる大規模なデモだった。これはベトナム戦争を同年10月までに終えなければゼネラル・ストライキに入ることを主張していたもので、最大規模に上ったのは10万人が参加したジョージ・マクガヴァンによる演説であった。以来更なる大規模なデモや集会が起こっていたと考えられるが、それ以来もはやアメリカ合衆国公園警察はモールで起きたデモや集会の人数の公式な概算を公表しなくなった。近年でモールにおいて史上最も大規模な集会であったといわれるのは、2004年に起こった「March for Women's Lives」で、規模は80万人にも上ったと言われる。

## 公園の管理
国立公園であることから、公園の管理はアメリカ合衆国内務省、国立公園局が行っている。
2018年12月から始まった政府閉鎖時においては、管理されないまま公園が解放状態となりゴミが溢れるなどの問題が生じたため、一時的に市の公共事業局が国立公園局に代わってゴミ収集業務にあたった。

## 交通
ナショナル・モールへはワシントンメトロを経由して、モールの南側に位置しワシントン記念塔にも近い「Smithsonian station 駅」、北側に位置する「Federal Triangle 駅」、「Archives-Navy Memorial-Penn Quarter 駅」、そして「Union Station 駅」等が近い。「L'Enfant Plaza 駅」、「Federal Center Southwest 」、「Capitol South 駅」はモールの数ブロック南に位置する。